# جورج بوید (بازیکن فوتبال)
جورج بوید (انگلیسی: George Boyd؛ زادهٔ ۲ اکتبر ۱۹۸۵) یک بازیکن فوتبال اهل بریتانیا است.